# Одилон (герцог Баварии)
Одило́н (умер 18 января 748) — герцог баварский (736—748) из династии Агилольфингов.

## Биография
В 741 или 742 году Одилон женился на дочери Карла Мартелла, майордома и фактического правителя Франкского государства.
В 741 году, после смерти Карла Мартелла, Одилон объявил о своей независимости и принял титул короля. В том же году основано Вюрцбургское епископство. Был разбит франками в сражении при Эпфахе-на-Лехе. В 744 году заключил союз с князем Карантании Борутом, с которым нанёс поражение аварскому войску, расширив границы Карантании. В то же время сумел усилить своё влияние на это славянское княжество.
К Одилону в 747 году бежал из монастыря сын Карла Мартелла Грифон, заточённый туда братьями в междоусобной борьбе за престол. Герцог Баварии оказал ему помощь. После смерти Одилона в 748 году Грифон объявил себя герцогом Баварии.